# Michel de Broin
Michel de Broin est un artiste québécois né en 1970 à Montréal. Son travail se situe principalement dans le domaine de la sculpture, mais il utilise aussi la vidéo, la performance, le dessin, la photographie et les objets trouvés. Il a réalisé de nombreuses œuvres d'art public à Montréal et ailleurs au Canada ainsi qu'en Europe. Il a obtenu le Prix artistique Sobey en 2007.

## Biographie
Il a étudié les arts plastiques à l'Université Concordia puis à l'Université du Québec à Montréal (UQÀM).
Sa première exposition majeure fut présentée en Allemagne par la galerie Villa Merkel en 2002.
Après avoir commencé sa carrière à Montréal, il est parti en 2005 pour s'installer à Paris puis à Berlin.
En 2006, il a reçu le Prix Reconnaissance UQAM.
En 2007, il a reçu le Prix artistique Sobey.
En 2011, il est revenu s'installer à Montréal.
En 2012, le Musée des beaux-arts du Canada (Ottawa) a acquis sa sculpture Majestic, installée en extérieur de manière permanente dans le parc des sculptures.
En 2013, lors de son exposition au Musée d'art contemporain de Montréal, le public était invité à tenter une expérience immersive dans l'une de ses œuvres, Monochrome bleu. L'événement n'étant pas médiatisé, peu de gens ont tenté la baignade.
En 2020, il est le commissaire d’exposition de l’exposition, La main du magicien dans la froide lumière du jour, de l'artiste Milutin Gubash au Musée d’art contemporain des Laurentides.
Ses œuvres sont présentes dans diverses collections muséales, dont le Musée des beaux-arts du Canada, le Musée national des beaux-arts du Québec, le Musée d'art contemporain de Montréal, le Musée d'art de Joliette, le Musée des beaux arts de Winnipeg, le Musée d'art contemporain du Val-de-Marne, le FRAC Poitou Charentes et le Neuer Berliner Kunstverein.

## Démarche

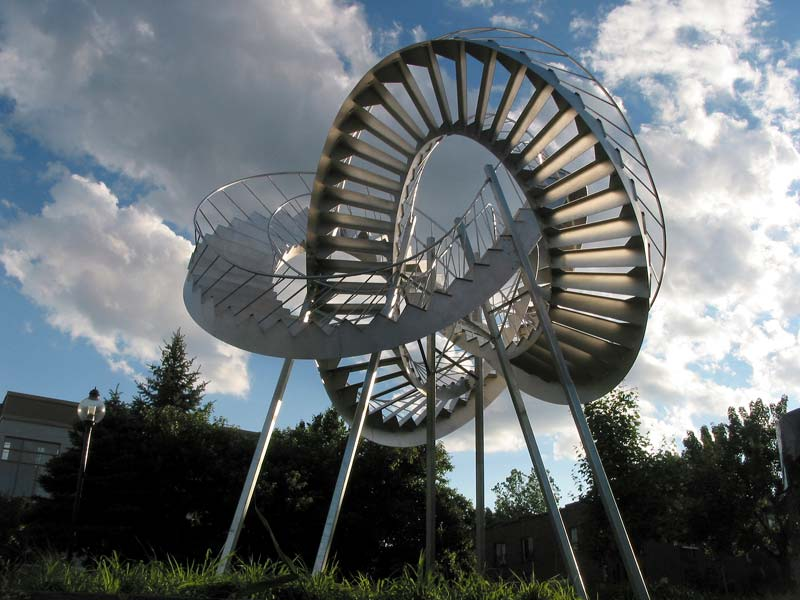
Révolutions, Montréal

Depuis les années 1990, l'artiste travaille dans une démarche transdisciplinaire et questionne les limites des systèmes techniques et sociaux. Ses œuvres sont souvent drôles et ludiques, mais aussi critiques. Les thématiques de l'énergie et de la résistance sont récurrentes dans son travail. Ses œuvres consistent en un détournement d'objets ou de formes qui se retournent contre elles-mêmes pour faire apparaître leurs paradoxes. Par l'introduction d'un agent étranger, par exemple une flamme à la sortie d'un robinet, il cherche à susciter des réactions et à faire découvrir l'objet en lui-même, en dehors de la manière convenue de le percevoir.
L'art conceptuel est également une source d'inspiration de sa démarche. Dans l'exposition "Matière dangereuse" (1999), il a par exemple réinterprété la forme du "carré noir sur fond blanc" de Kasimir Malevitch.
L'artiste recourt fréquemment à différents médias. Ainsi, une maquette, une image ou un dessin peut devenir sculpture, ou une sculpture redevenir sujet de photos ou de films, etc. Pour lui, une œuvre n'est pas une finalité, mais la ponctuation d'un processus ouvert et en progression constante. Il peut ainsi revisiter des œuvres antérieures pour les actualiser ou les réinterpréter.

## Principales productions
Shared Propulsion Car consiste en une vieille voiture dont le moteur a été remplacé par un système à pédales. Elle a été présentée à Exit art (New York) et à Toronto. Une vidéo de l'artiste montre un policier arrêter la voiture lors d'une sortie dans les rues de Toronto.
Black Whole Conference consiste en un groupe de chaises fixées les unes aux autres par les pattes, de manière à produire une sphère. Elle fait partie de la collection du Musée d'art contemporain du Val-de-Marne.
Overflow a été présentée à en 2008. Elle consiste en une chute d'eau dévalant par la fenêtre, dans les ruines de l’ancienne chapelle de la prison centrale de Toronto.
La maîtresse de la Tour Eiffel a été créée pour l'évènement la Nuit Blanche à Paris en 2009. Il s'agit d'une boule disco de 7,5 m de diamètre, couverte de 1000 miroirs et suspendue par une grue à 60 mètres dans les airs au-dessus de l'Assemblée nationale dans les Jardins du Luxembourg. Les dimensions de cette boule ont battu le précédent record du Guinness.
Majestic a été présentée comme projet satellite de la Biennale de La Nouvelle-Orléans en 2011. Elle prend la forme d'une étoile faite à partir de lampadaires tombés lors de l'Ouragan Katrina. En 2012, la sculpture a été acquise par le Musée des beaux-arts du Canada grâce à une donation des mécènes Donald et Beth Sobey.
Blowback (2013), sculpture constituée de deux canons dont les bouches sont reliées l'une à l'autre par un long tube recourbé (Musée d'art contemporain de Montréal).

## Art public

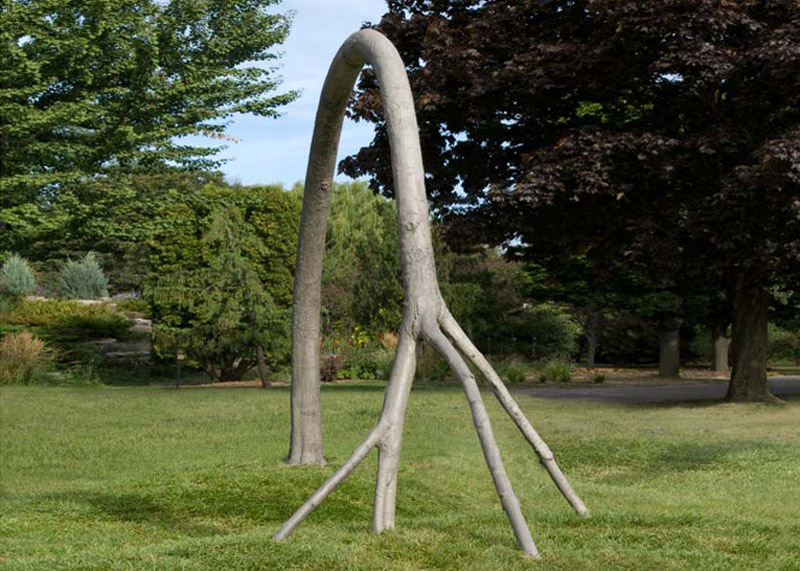
L'Arc, monument en hommage à Salvador Allende, parc Jean-Drapeau

Révolutions est une sculpture représentant un escalier en forme de boucle installée à l'extérieur de la station Papineau à Montréal depuis 2003.
Monument est une sculpture installée dans un parc de Winnipeg en 2009. Elle réinterprète le thème classique du drapé en représentant deux personnages fantomatiques debout sous un drap.
L'Arc (2009) est un monument en hommage à Salvador Allende situé à Montréal sur l'île Notre-Dame, dans les jardins des Floralies.
Mehr Licht est un projet de sculpture qui a remporté le concours d'art public du Bundestag en 2011 et qui sera installée dans la nouvelle aile du Parlement à Berlin en 2014.
Interlude, télévision avec un vrai feu, devant le pavillon Pierre-Lassonde du Musée national des beaux-arts du Québec, inauguré en 2016.

## Expositions
Une liste non exhaustive des principales expositions de l'artiste :
- 2022 :
  - « Les illusions sont réelles », Manif d’art 10 – Biennale de Québec, Québec, QC, Canada[13].
- 2021 :
  - « Dérive », Galerie Blouin division, Montréal, QC, Canada[14].
  - La 5e Biennale internationale d’art numérique (BIAN), organisée par ELEKTRA, Galerie Arsenal, Montreal, QC, Canada[15].
- 2019 :
  - « THRESHOLDS », Âjagemô art space, Canada Council for the Arts, Ottawa, ON, Canada[16].
  - « Bonne conduite », The Player, Frac Poitou-Charentes, Angoulême, France.
- 2018 :
  - « La conduite des conduites », Galerie Blouin Division, Montréal, QC, Canada[17].
- 2017 :
  - « Blowback », University of Waterloo art gallery, Waterloo, ON, Canada[18].
  - Mille spéculations, Parcours d’art contemporain dans la ville de Bordeaux, Bordeaux, France[19],[20].
- 2016 
  - « This and that », Galerie Blouin Division, Toronto, ON, Canada[21].
  - « Castles Made of Sand », BMO Project Space, Toronto, ON, Canada[22].
- 2015 :
  - « La dissipation sur le virage », Galerie Eva Meyer, Paris, France[23].
- 2013 :
  - « Michel de Broin », Musée d'art contemporain de Montréal[24],[25].

- 2012 : 
  - « Oh Canada », MASS MoCa, North Adams, MA, USA[26].
- 2011 : 
  - « Voiture Fétiche. Je conduis, donc je suis », Musée Tinguely, Bâle, Suisse[27].
  - « Parking de sculptures », Le Confort Moderne, Poitiers, France[28].

- 2009 :
  - « La Maîtresse de la Tour Eiffel », Nuit Blanche, Paris, France[29].
  - « Disruption from Within », Plug In, Winnipeg, MA, Canada[30].

- 2008 : 
  - « Nothing is lost, nothing is created, everything is transformed », Musée d’art contemporain de Montréal, Montréal, QC, Canada[31]
  - « Énergie Réciproque », Musée d’art contemporain du Val-de-Marne, Vitry-sur-Seine, France
  - « Nuit Blanche », Toronto, Canada[32]
  - « Acclimatation », Centre d'art Villa Arson, Nice, France[33]

- 2007 : 
  - « De-con-struction », Musée des beaux-arts du Canada, Ottawa, ON, Canada[34]
  - « Machinations », Galerie de l'UQAM, Montréal, QC, Canada[35]

- 2006 : 
  - « Michel de Broin; Machinations », Musée national des beaux-arts du Québec, Québec, QC, Canada
  - « Reverse Entropy », Künstlerhaus Bethanien, Berlin, Germany[36]
  - « Réparations », Musée des beaux-arts du Canada, Ottawa, QC, Canada

- 2003 : 
  - « Damage Control », Museum of Canadian Contemporary Art, Toronto, Canada

- 2002 : 
  - « Épater la Galerie », Villa Merkel, Esslingen am Neckar, Allemagne[37].